# NGC 1699
NGC 1699 este o galaxie spirală situată în constelația Eridanul. A fost descoperită în 13 februarie 1860 de către William Parsons, 3rd Earl of Rosse⁠(d). Se află la o distanță de 50,35 de megaparseci de Pământ.